# Sergueï Garbouzov
Pour les articles homonymes, voir Garbouzov.
Sergueï Nikolaïevitch Garbouzov (en russe : Сергей Николаевич Гарбузов), né le 13 janvier 1974 à Moscou, est un joueur de water-polo russe, médaillé d'argent olympique en 2000 et de bronze en 2004.